# Betasyrphus cinereomaculatus
Betasyrphus cinereomaculatus är en tvåvingeart som först beskrevs av Hull 1937.  Betasyrphus cinereomaculatus ingår i släktet Betasyrphus och familjen blomflugor.
Artens utbredningsområde är Kenya. Inga underarter finns listade i Catalogue of Life.